# Listă de filme sovietice din 1961
- Filme sovietice din: 1960 — 1961 — 1962

Aceasta este o listă de filme produse în Uniunea Sovietică în 1961.
| Titlu (ro. sau en.)            | Titlu original              | Regizor                         | Distribuție                                             | Gen                  | Note                                                                                        |
| ------------------------------ | --------------------------- | ------------------------------- | ------------------------------------------------------- | -------------------- | ------------------------------------------------------------------------------------------- |
| 1961                           |                             |                                 |                                                         |                      |                                                                                             |
| April                          | Апрель (Geo. აპრილი)        | Otar Iosseliani                 |                                                         | Romantic             |                                                                                             |
| Bootleggers                    | Самогонщики                 | Leonid Gaidai                   |                                                         | Comedie, scurtmetraj |                                                                                             |
| Chronicle of Flaming Years     | Повесть пламенных лет       | Yuliya Solntseva                |                                                         | Dramă istorică       | Prezentat la Festivalul de Film de la Cannes din 1961                                       |
| Cer senin                      | Чистое небо                 | Grigori Chukhrai                |                                                         | Drama, romantic      | A câștigat Marele Premiu la a 2-a ediție a Festivalului Internațional de Film de la Moscova |
| Cine-i de vină?                | Гулящая                     | Ivan Kavaleridze                | Liudmila Gurcenko, Margarita Gladunko, Nikolai Kozlenko | Drama                | După romanul Deșănțata de Panas Mirnîi                                                      |
| The Cossacks                   | Казаки                      | Vasili Pronin                   |                                                         | Dramă                | Prezentat la Festivalul de Film de la Cannes din 1961                                       |
| Dersu Uzala                    | Дерсу Узала                 | Agasi Babayan                   |                                                         | Aventuri             |                                                                                             |
| The Key                        | Ключ                        | Lev Atamanov                    |                                                         | Animație             |                                                                                             |
| My Friend, Kolka!              | Друг мой, Колька            | Aleksei Saltykov                | Saveliy Kramarov, Yuri Nikulin, Anatoly Kuznetsov       | Dramă                |                                                                                             |
| Peace to Him Who Enters        | Мир входящему               | Aleksandr Alov, Vladimir Naumov |                                                         | Dramă                |                                                                                             |
| Scarlet Sails                  | Алые паруса                 | Alexandr Ptushko                |                                                         | Romantic             |                                                                                             |
| The Steamroller and the Violin | Каток и скрипка             | Andrei Tarkovsky                |                                                         | Dramă, scurtmetraj   |                                                                                             |
| Raidul vărgat                  | Полосатый рейс              | Vladimir Fetin                  |                                                         | Comedie              |                                                                                             |
| When the Trees Were Tall       | Когда деревья были большими | Lev Kulidzhanov                 |                                                         | Dramă                | Prezentat la Festivalul de Film de la Cannes din 1962                                       |

## Legături externe
- Filme sovietice din 1961 la Internet Movie Database